# ポルックスb
ポルックスb(Pollux b)とは、太陽系外惑星であり、スペクトル型がK型の巨星である1等星ポルックスの周りを公転している。固有名はThestias。
ポルックスbの存在は1993年に予言されていたが、実際に確認されたのは2006年になってからである。質量が木星の2.9倍以上（観測法の制約により下限のみ判明）の木星型惑星と推定されている。ポルックスから2億5300万km離れたところを1.62年かけて公転している。
一等星に惑星が発見されているのは、他にフォーマルハウトのフォーマルハウトb、ケンタウルス座α星のケンタウルス座α星Bb、アルデバランのアルデバランbのみであるが、フォーマルハウトbは議論の余地があり、他の2つは存在が疑問視されている。

## 名称
2015年に国際天文学連合によって太陽系外惑星の固有名の公募と投票が行われ、ポルックスbも対象になった。ポルックスbについては、オーストラリアのチームThe Sky Netの提案名Ledaが投票で1位を獲得し、2015年12月15日にThestiasとして承認された。
当初提案のLedaは、ギリシア神話でポリュデウケース（ポルックス）とカストール（カストル）の母であるレーダーのことだが、木星の衛星レダおよび小惑星レダと重複していた。これは事前に発表されていたルールに反していたが、この投票ではそうした提案もそのまま投票対象となっており、1位獲得の場合にのみ承認時に類義語などに変更された。承認されたThestiasは、レーダーとアルタイアー姉妹の父称である、つまり、テスティオス（2人の父）の娘を意味する。